# Hans Esser (Fechter)
Hans Esser (* 15. Januar 1909 in Essen; † 26. August 1988 in Hilden) war ein deutscher Fechter, der deutscher Meister wurde und 1936 eine olympische Bronzemedaille mit der Säbel-Mannschaft gewann.

## Leben
Hans Esser vom Deutschen Fechtclub Düsseldorf gewann bei der inoffiziellen Weltmeisterschaft 1935 zusammen mit Julius Eisenecker, August Heim, Heinrich Moos und Richard Wahl die Bronzemedaille mit der Säbelmannschaft. Bei den Olympischen Spielen 1936 in Berlin gewann die deutsche Säbel-Equipe mit Erwin Casmir, Julius Eisenecker, Hans Esser, August Heim, Hans-Georg Jörger und Richard Wahl ebenfalls die Bronzemedaille. Mit dem Degenteam belegte Esser in Berlin den vierten Platz. 1937 fand die erste offizielle Fechtweltmeisterschaft statt; die deutsche Säbelequipe mit Erwin Casmir, Julius Eisenecker, Hans Esser, August Heim, Heinrich Moos und Richard Wahl erhielt abermals die Bronzemedaille.
Hans Esser gewann 1941 und 1953 die deutsche Meisterschaft mit dem Säbel. Bei den Olympischen Spielen 1952 in Helsinki schied Esser mit dem Säbelteam im Viertelfinale aus.